# Коралитос (Калифорнија)
Коралитос (енгл. Corralitos) насељено је место без административног статуса у америчкој савезној држави Калифорнија.

## Демографија
По попису из 2010. године број становника је 2.326, што је 105 (-4,3%) становника мање него 2000. године.
| Група             | 2000.         | 2010.         |
| Белци             | 1.832 (75,4%) | 1.666 (71,6%) |
| Афроамериканци    | 4 (0,2%)      | 16 (0,7%)     |
| Азијати           | 56 (2,3%)     | 48 (2,1%)     |
| Хиспаноамериканци | 465 (19,1%)   | 532 (22,9%)   |
| Укупно            | 2.431         | 2.326         |